# Orsenigo
Orsenigo (Ursenìgh in dialetto brianzolo, AFI: /urseˈniːk/) è un comune italiano di 2 635 abitanti della provincia di Como in Lombardia.

## Storia
Sul colle del Soldo, i ritrovamenti archeologici del 1878 (un sepolcreto risalente al IV-III secolo a.C.), testimoniano la sua origine celtica.

### Nel Medioevo
Il borgo, nel Medioevo, con il suo castello ebbe parte nelle contese tra i Milanesi e l'imperatore Federico Barbarossa. La battaglia di Carcano si svolse anche nella località di Tassera, pertinente ad Alserio e ad Orsenigo, e per il loro contributo alla vittoria gli Orsenighesi furono ricompensati con la cittadinanza milanese.
Il castello subì un primo smantellamento ad opera dei Torriani nel 1276, pur continuando a disporre di una guarigione militare fino almeno ai primi del XVII secolo. Del castello restano poche vestigia nel punto più alto dell'abitato, dove ora sorge la chiesa e la casa parrocchiale fabbricata interamente sopra i resti del castello.
Gli Statuti delle acque e delle strade del contado di Milano fatti nel 1346 riportano “el locho o castellanza da Orsinigo” all'interno della "squadra di Canzo", tra le località incaricate della manutenzione della “strata da Niguarda”.
Nel 1441 Orsenigo seguì le sorti del resto della pieve di Incino, divenuta feudo dei Dal Verme per opera di Filippo Maria Visconti.

### Dall'età moderna ai giorni nostri
Sempre inserito nella pieve di Incino e nel Ducato di Milano, dal 1647 e per oltre un secolo il comune di Orsenigo fu a lungo feudo della famiglia degli Archinto (o Archinti).
Nel 1751, il territorio di Orsenigo comprendeva i cassinaggi di Porzione, Cassinazza, Dosso Pelato e Foppa. Due anni più tardi, l'Indice delle pievi e comunità dello Stato di Milano rivela come il territorio si componesse di due comunità: "Orsenigo con Parzano" e "Orsenigo altra porzione".
Durante il Regno d'Italia, le riforme di riorganizzazione amministrativa decretate da Napoleone Bonaparte nel 1807 comportarono l’aggregazione del comune di Orsenigo con Parzano in quello di Alzate. Tale aggregazione fu tuttavia abrogata al ritorno della Lombardia nelle mani degli Austriaci che, con la compartimentazione territoriale del Regno lombardo-veneto del 1816 decretarono la ricostituzione del comune di Orsenigo con Parzano.
In seguito all'unità d'Italia, Orsenigo seguì le vicende nazionali.

### Simboli
Lo stemma e il gonfalone sono stati concessi con decreto del presidente della Repubblica del 19 novembre 1999.
La mitra è simbolo della dignità vescovile dei santi patroni del paese: san Martino per Orsenigo e san Biagio per la frazione di Parzano. Le spade incrociate ricordano le vicende legate alla battaglia del 1160 combattuta tra Tassera e Orsenigo.
Il gonfalone è un drappo partito di giallo e di bianco.

## Monumenti e luoghi d'interesse

### Architetture religiose

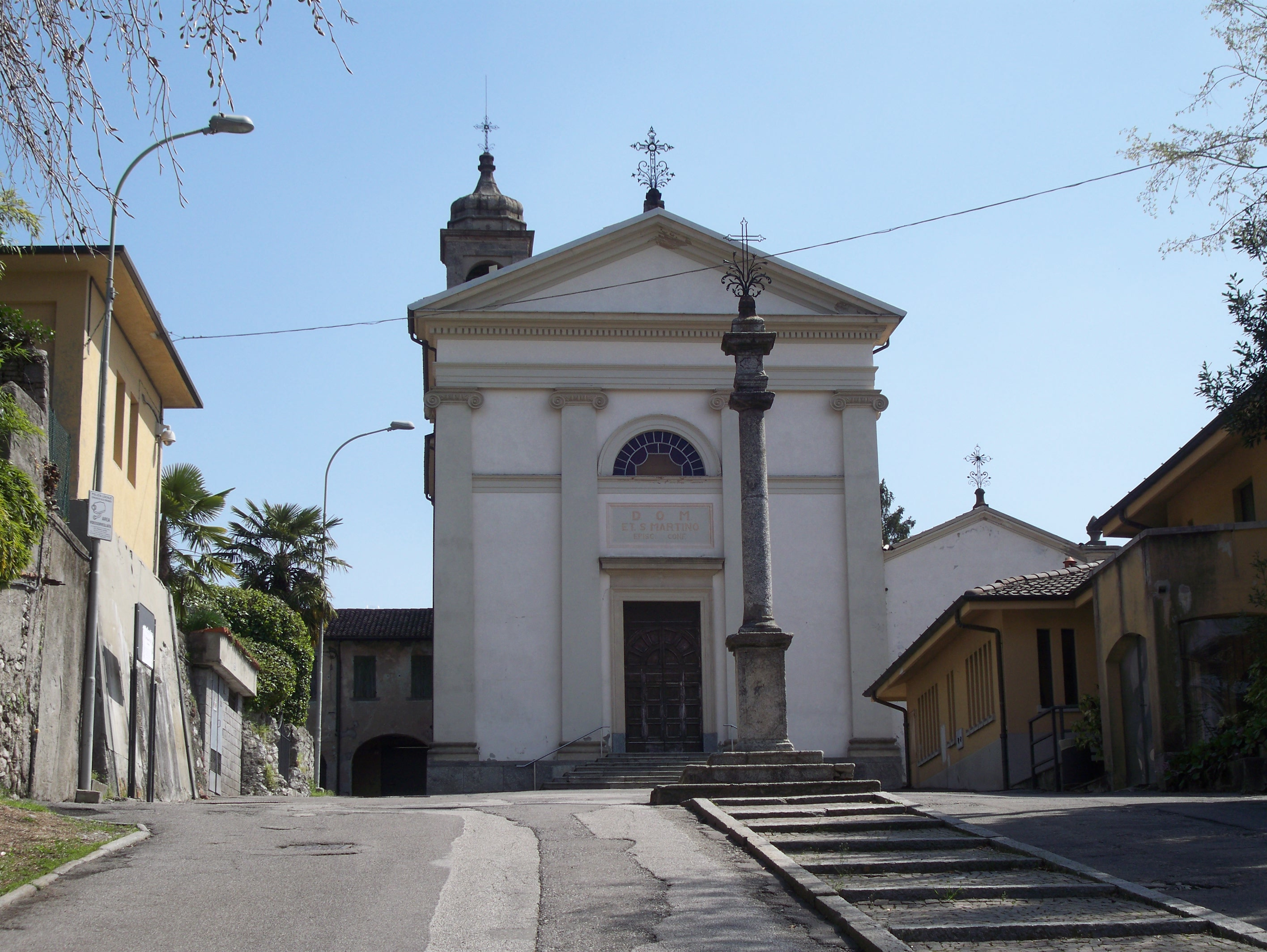
Chiesa parrocchiale di San Martino
La parrocchiale, attualmente dedicata al solo San Martino, nel corso dei secoli fu anche intitolata a sant'Agnese a cui l’arcivescovo Ottone Visconti (XIII secolo) era molto devoto. L'attuale edificio, del XVI secolo ma ristrutturato più volte nel corso dei secoli, è attestato negli atti della visita pastorale del 1574 da parte del vescovo Carlo Borromeo. Internamente, la chiesa conserva un seicentesco altare marmoreo policromo, oltre a due dipinti raffiguranti una Caduta di Cristo sotto la croce e un'Adorazione dei magi, entrambi attribuiti al Legnanino. La zona del presbiterio è ornata da un ciclo di sei affreschi realizzati nel 1950 dal bergamasco Cornali, rappresentativi de L'Ultima Cena, Crocifissione, La moltiplicazione dei pani e dei pesci, Il sacrifico di Melchisedech, La rinuncia di Martino alla vita militare e Il dono del mantello di Martino al povero.
Chiesa Vicaria di San Biagio
La chiesa, che si trova nella frazione Parzano, venner ricostruita nel 1938 in stile romanico su una precedente chiesetta risalente al XIII secolo. Al suo interno conserva due dipinti del XVII-XVIII secolo, di cui uno raffigurante il santo titolare della chiesa.
Oratorio alla Divina Maternità di Maria e di San Giovanni Battista
Costruita nella prima metà del XVIII secolo all'interno di Villa Turati-Minoli, la chiesetta ospita due dipinti ad olio e una pianeta pregiata.
Oratorio di San Francesco d'Assisi
L'oratorio, commissionato dalla famiglia Crespi nella prima metà del XX secolo, si trova al'interno di Villa del Soldo.

### Architetture civili
- Villa Baragiola (già Castelli, in seguito Carcano e poi Pizzala[5]), costruita laddove un tempo si trovava il castello di Orsenigo.[5] La villa si presenta oggi con una configurazione neoclassica, realizzata dall'architetto Giacomo Moraglia.[18] Successivamente, l'architetto Federico Frigerio venne incaricato dall'Onorevole Pietro Baragiola di aggiungere alla villa un nuovo corpo di fabbrica in stile eclettico, tra medioevo e rinascimento lombardo[19].
- Villa del Soldo[20][21][22]
- Villa Turati[23], il cui muro di cinta una lapide commemorativa a Simone da Orsenigo, progettata da Luca Beltrami[24].
- Tre antichi lavatoi: il lavatoio di Parzano, il lavatoio di Via per Erba e il lavatoio “dal doj”[25], dei quali gli ultimi due alimentati da fonti perenni.[26]

### Altro
- Resti delle mura del castello di Orsenigo, nei sotterranei della casa parrocchiale.[5]

## Società

### Evoluzione demografica

#### Demografia pre-unitaria
- 262 nel 1751
- 476 nel 1771 con Parzano
- 490 nel 1799
- 469 nel 1805
- annessione ad Alzate nel 1809
- 918 nel 1853
- 943 nel 1859

(fonte: "comune di Orsenigo" su lombardiabeniculturali)

#### Demografia post-unitaria
Abitanti censiti